# Under Control (Greta's Bakery)
Under Control è un album discografico della cantante italiana Greta Panettieri aka Greta's Bakery pubblicato nel 2013 dalla Greta's Bakery Music.

## Il disco
Under control è un album ricco di contaminazioni e atmosfere. Greta Panettieri (voce) e Andrea Sammartino (piano) hanno scritto, arrangiato e realizzato brani musicalmente complessi ma magicamente fruibili da un vasto pubblico in cui la comune provenienza dal jazz si fonde con suggestioni e sfumature provenienti dal funk, dal pop e dalla soul music.
Contenuta nell’album ‘Under  Control’ vi è anche una poetica versione della canzone di Michael Jackson  'I Just Can't Stop Loving You'.
Under Control vanta molte collaborazioni. Innanzitutto quella con il musicista, arrangiatore e produttore Larry Williams (Michael Jackson, John Mayer, Al Jarreau e molti altri). Williams è co-produttore artistico con Andrea Sammartino, e anche special guest con un solo di sassofono nel brano ‘My Angel’. Di rilievo inoltre la partecipazione del cantante corista Curtis King Jr. che sentiamo duettare con Greta Panettieri nel Brano ‘Lover’.
Tra gli ospiti italiani spicca sicuramente Gegè Telesforo qui nella veste di batterista su due brani (Under Control e Tell Me Why).
"Under Control" è uscito anche come cd allegato ad un Graphic Novel 'Viaggio in Jazz' ispirato alla vita di Greta pubblicato da Edizioni Corsare nel dicembre 2014.

## Tracce
1. Lover (feat. Curtis King Jr.) – 4:16 (testo: Greta Panettieri – musica: Andrea Sammartino)
2. My Angel (feat. Larry Williams) – 4:42 (testo: Greta Panettieri – musica: Andrea Sammartino)
3. I Just Can't Stop Loving You – 5:49 (testo: Michael Jackson – musica: Michael Jackson)
4. Under Control – 3:36 (testo: Greta Panettieri – musica: Andrea Sammartino)
5. You & I – 3:49 (testo: Greta Panettieri – musica: Andrea Sammartino)
6. Wait on you – 4:31 (testo: Greta Panettieri – musica: Andrea Sammartino)
7. Tell me why – 4:14 (testo: Greta Panettieri – musica: Andrea Sammartino)
8. Guessing & Surmising – 4:35 (testo: Jennie Booth – musica: Andrea Sammartino Greta Panettieri)
9. Can I Say It in a Kiss – 3:57 (testo: Jennie Booth – musica: Andrea Sammartino Greta Panettieri)
10. Colors in Tune – 4:33 (testo: Greta Panettieri – musica: Andrea Sammartino)
11. Everything Means You – 3:01 (testo: Greta Panettieri – musica: Andrea Sammartino)

## Musicisti
- Greta Panettieri - Voce
- Kurtis King - Cori
- Larry Williams - Sax
- Andrea Sammartino - Piano, rhodes, organo e synths
- Daniele Mencarelli - Basso eccetto traccia 4 eseguita da Fabio Capone
- Stefano Tamborrino - Batteria tracce 1), 5), 6), 10)
- Armando Sciommeri - Batteria tracce 2), 3), 8), 9)
- Gegè Telesforo - Batteria tracce 4), 7)
- Nicola Costa - Chitarre tracce 2), 5), 6), 7)
- Piero Masciarelli - Chitarre tracce 4), 10)
- Marco Acquarelli - Chitarre tracce 3), 8)
- Pierluca Taranta - Chitarra traccia 10)
- Paolo Iannarella - Flauti
- Neney Santos - Percussioni
- Giorgio Granieri - Tromba e flicorno
- Michele Tremamunno - Violino
- Joele Micelli - Violino
- Andrea Rellini - Violoncello
- Lara Micelli - Violoncello